# إثميا ثنائية النقط

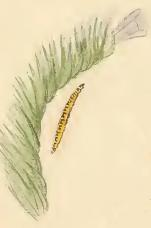
A sprig of أخيون (نبات) with larval web

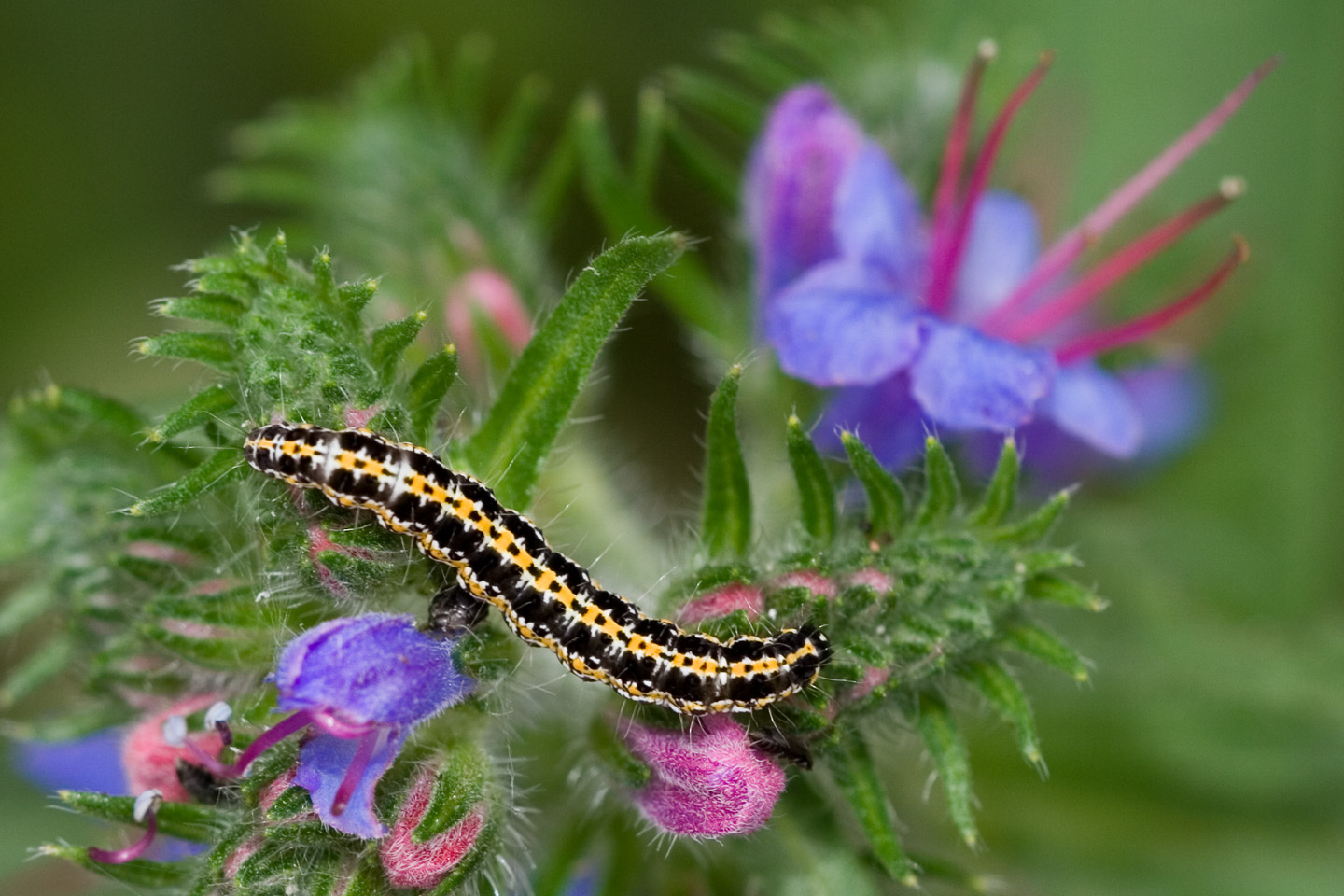
يسروع

إثميا ثنائية النقط (الاسم العلمي: Ethmia bipunctella) هي نوع من الحشرات تتبع جنس الإثميا من فصيلة الألاشستيات.